# Leopold Koubek
Leopold Koubek (27. října 1882 Německý Rudolec – 4. července 1961 Vsetín) byl český a československý geodet, politik a meziválečný senátor Národního shromáždění ČSR za Československou stranu lidovou.

## Biografie
Od roku 1912 působil jako vrchní inženýr ve státních službách. Zabýval se zaměřováním a opravami katastrálních map, později předsedal katastrálnímu úřadu ve Vsetíně. Žil ve Vsetíně a publikoval v odborných časopisech.
Po parlamentních volbách v roce 1929 získal za Československou stranu lidovou senátorské křeslo v Národním shromáždění. Mandát ale nabyl až dodatečně roku 1932 jako náhradník poté, co zemřel senátor František Valoušek. V senátu setrval do roku 1935. Profesí byl vrchním měřičským komisařem a přednostou katastrálního úřadu měřičského ve Vsetíně.
Byl také aktivní na komunální úrovni ve Vsetíně. V letech 1927–1929 byl členem městského zastupitelstva ve Vsetíně, v období let 1929–1932 členem okresního zastupitelstva tamtéž. Byl autorem mnoha časopiseckých statí zabývajících se kartografií.